# فرنتس شاش
فِرِنتس شاش (مجاری: Sas Ferenc; ۱۶ اوت ۱۹۱۵ – ۳ سپتامبر ۱۹۸۸) بازیکن فوتبال اهل مجارستان بود.
از باشگاه‌هایی که در آن بازی کرده‌است می‌توان به باشگاه فوتبال بوکا جونیورز، باشگاه فوتبال ام‌تی‌کی بوداپست، و باشگاه فوتبال آرژانتینوس جونیورز اشاره کرد.
وی همچنین در تیم ملی فوتبال مجارستان بازی کرده‌است.